# はやせ翔馬
はやせ 翔馬（はやせ しょうま、12月16日 - ）は日本のダンサー・コレオグラファー（振付家）・ダンス講師（SHO-MAとして活動）。愛知県名古屋市出身。元宝塚歌劇団男役。

## 略歴
父は元プロ野球選手の江藤愼一。母は元宝塚歌劇団44期生の瀬戸みちる。叔父は元プロ野球選手の江藤省三。
1986年、74期生として宝塚音楽学校に入学。1988年、宝塚歌劇団に入団した。花組公演『キス・ミー・ケイト』で初舞台を踏む。同期に和央ようか、麻乃佳世、白城あやか、森奈みはる、渚あき、初風緑、汐風幸、美郷真也らがいる。同年、雪組に配属。
1994年3月28日、『ブルボンの封印／コート・ダジュール』東京宝塚劇場公演千秋楽をもって宝塚歌劇団を退団。同年4月より、宝塚歌劇団専属の振付家として知られる喜多弘の後任として都内スポーツクラブでダンス講師を務める等、指導者としての活動を始める。また5月には、歌・ダンス・芝居・笑いを融合したエンターテインメントユニット“ANGEL TOUGH（エンジェル タフ）”を結成し、都内のライブハウス、原宿の歩行者天国等でも活動。
2001年、女性のみのノンストップダンスパフォーマンスグループ“SONIC BOOM（ソニック ブーム）”を結成し、振付・構成・演出も自身で手がけ、都内のライブハウスで活動。
2002年4月4日、都内各所で行っていたダンスクラスを統合し、自身のスタジオとして「ダンススタジオSHO-MA PARK」を世田谷区尾山台にオープン。
2013年5月5日、自身のライブ活動はもちろん、“プロ・アマ問わず、より多くのアーティストがゆったりとした空間でフアンとの交流を深められるような新しい空間を作りたい”との思いで、スタジオ上階に「LIVE café HAYASE（ライブカフェはやせ）」をオープン
。（2017年2月閉店）

## 宝塚歌劇団時代の主な舞台
- 1988年7月/11月、『たまゆらの記』／『ダイナモ!』
- 1988年12月、『ツーロンの薔薇』（バウ）
- 1989年2月/6月、『ムッシュ・ド・巴里』／『ラ・パッション!』
- 1989年4月、『イルミネーション・ブラック』（バウ）
- 1989年8月/11月、『ベルサイユのばら -アンドレとオスカル編-』
- 1989年9月、『おもかげ草子』（東京特別）
- 1990年1月/4月、『天守に花匂い立つ』／『ブライト・ディライト・タイム』
- 1990年2月、『ツーロンの薔薇』（東京特別・バウ）
- 1990年6月/11月、『黄昏色のハーフムーン』／『パラダイス・トロピカーナ』
- 1991年1月、『イルミネーション・ブラック』（東京特別）
- 1991年2月/6月、『花幻抄』／『恋さわぎ』／『スイート・タイフーン』
- 1991年4月、『微笑みの国』（バウ）
- 1991年8月/12月、『華麗なるギャツビー』警官／『ラバーズ・コンチェルト』
- 1991年10月、『スポットライト・マジック』（バウ）
- 1992年3月/7月、『この恋は雲の涯まで』
- 1992年5月、『微笑みの国』（東京特別）
- 1992年8月、『ヴァレンチノ』（バウ）
- 1992年10月/1993年3月、『忠臣蔵〜花に散り雪に散り〜』小野寺幸右衛門
- 1993年1月、『ヴァレンチノ』（東京特別・名古屋特別）
- 1993年5月/8月、『天国と地獄 -オッフェンバック物語-』／『TAKE OFF』
- 1993年10月/1994年3月、『ブルボンの封印』／『コート・ダジュール』*退団公演

## 宝塚歌劇団退団後の主な活動

### ライブ・コンサート
- 1997年10月、『'97楽器フェア』ゲストパフォーマンス (池袋サンシャインシティ噴水広場)
- 2005年10月、『アンドレ・フェンタス10周年記念公演』　(品川プリンスホテルクラブEX)
- 2006年11月、ダンスウェア「フレディ」ファッションショー　(目白 椿の坂スタジオ)
- 2011年6月、マイケルジャクソン追悼イベント『Jackson’s Finest（ジャクソンズ ファイネスト』　(ディファ有明)
- 2012年5月、和央ようかLIVE TOUR2012『HISTORY』 (渋谷公会堂、NHKホール)
- 2015年10月、第43回自由が丘女神まつり『初風緑レビューショー』
- 2017年10月、第45回自由が丘女神まつり『初風緑グランドレビューショー』
- 2017年12月、『VIVA キラキラ　X'mas Song&Dance LIVE』　（ライブハウスKIWA）
- 2018年9月、宝塚歌劇団74期生30周年記念公演『Fiesta del 74!!』 （恵比寿ガーデンルーム）[6]
- 2018年12月、『VIVA キラキラ X'MAS -SONG&DANCE LIVE-』宝塚歌劇団74期生30周年スペシャル（めぐろパーシモンホール小ホール）[7]
- 2019年1月、『DREAM UP HAPPINESS -SING & DANCE SHOW-』（内幸町ホール）
- 2019年3月、『STAR★SPECIAL LIVE～COLLAGE～』（なかのZERO大ホール）
- 2019年8月、『杜けあき40周年記念コンサート』（ヤマハホール）
- 2019年12月、『ビバGIRA×2 -Christmas LIVE-』（eplus LIVING ROOM CAFE & DINING）

### 舞台
- 2014年4月、第25回江東オペラ公演『椿姫』ダンサー　(ティアラこうとう 大ホール)
- 2015年4月、第27回江東オペラ公演 歌劇『カルメン』ダンサー　(ティアラこうとう 大ホール)
- 2015年9月、第28回江東オペラ公演『アドリアーナ・ルクヴルール』ダンサー　(江東区文化センターホール)
- 2018年4月、第36回江東オペラ公演『アンドレア・シェニエ』
- 2020年1月、『輝け！しながわジェンヌ2020』（きゅりあん大ホール）[8]
- 2020年7月、『Go for it！　～やろうよ！～』（スクエア荏原ひらつかホール）
- 2021年4月、第42回江東オペラ公演『トゥーランドット』
- 2021年7月、『輝け！しながわジェンヌ2021』（きゅりあん大ホール）[9]
- 2022年1月、『輝け！しながわジェンヌ2022』（きゅりあん大ホール）[10]
- 2022年4月、第44回江東オペラ公演『カルメン』
- 2022年7月、『Don't Stop the show ∀』（スクエア荏原ひらつかホール）[11]
- 2023年1月、『輝け！しながわジェンヌ2023』（スクエア荏原ひらつかホール）[12]
- 2023年4月、第46回江東オペラ公演『ファウスト』
- 2023年9月、第47回江東オペラ公演『リゴレット』
- 2024年1月、『輝け！しながわジェンヌ2024』（きゅりあん大ホール）[13]
- 2024年9月、第49回江東オペラ公演『カヴァレリア・ルスティカーナ／道化師』
- 2024年9月、第50回江東オペラ公演『ガラコンサート～歴代ソリストによる豪華な共演～』
- 2025年1月、『輝け！しながわジェンヌ2025』（スクエア荏原ひらつかホール）[14]
- 2025年3月、『朗読劇 忠臣蔵』（よみうり大手町ホール・兵庫県立芸術文化センター）[15]

### コレオグラファー
- ガールズグループ「新生・東京パフォーマンスドール」[16]
- 杜けあき40周年記念コンサート[16]
- 輝け！しながわジェンヌ（2020～）[17][18]
- サンポーレシリーズ vol.2「Blowing!」（2021年11月、CBGKシブゲキ!!）[19]
- 髙汐巴初舞台50周年記念公演『Respect Me！』（2022年4月、あうるすぽっと）[20]
- 『愛♡レビュー』（2024年9月、アレーナホール）[21]